# Petőczpuszta

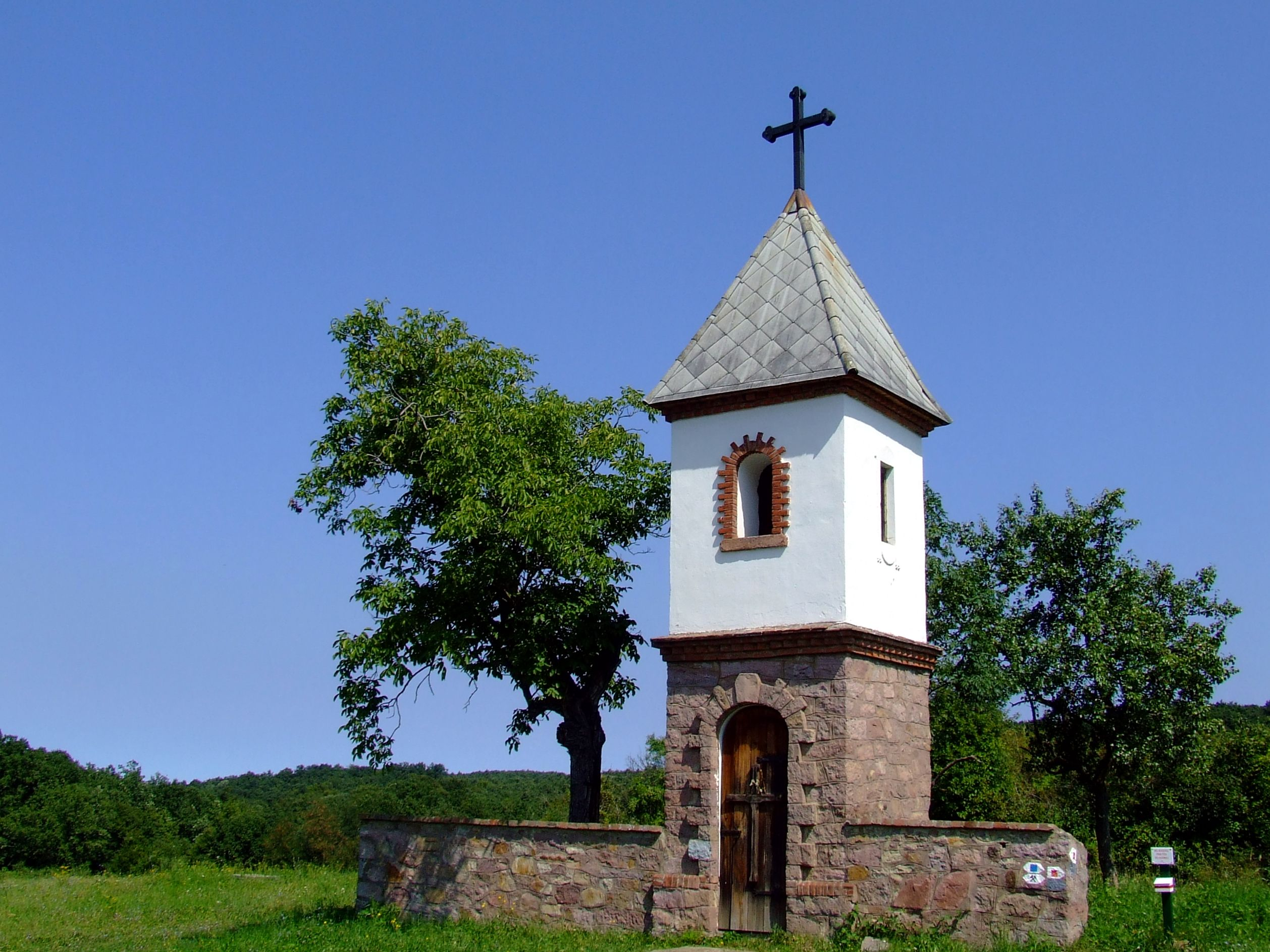
A petőczpusztai harangláb

Petőczpuszta  (más nevein: Petőcz, Viganvár, korábban Irtásföld) az 1960-es években megszűnt település a mai Baranya vármegye területén, a Nyugat-Mecsekben a Petőczi-árok felett.

## Története
A település környéke már a vaskortól lakott volt, az 1700-as években német telepesek költöztek ide. 1857-ben uradalmi major volt. A századforduló idején német és magyar, később cigány családok telepedtek le. Az 1930-as években körülbelül 80 lakosa volt. Az első világháborút követő években az itt húzódó demarkációs vonal miatt négy évre ki kellett üríteni, a lakók Hetvehelyre és Abaligetre menekültek. A háború vége után a családok visszaköltöztek a településre. Az 1920-as évek közepén a megmenekülésük és visszaköltözésük emlékére egy haranglábat építettek. A harangot 1927-ben Pécsen öntötték és Kisboldogasszony napján, szeptember 8-án avatták fel. A második világháború során négy hónapon keresztül frontvonal zárta el a pusztát a külvilágtól.
A település a kibontakozó uránércbányászat áldozatává vált. Az utolsó hét családot az állami kisajátítások után 1965-ben költöztették a közeli Kővágószőlősre és Pécsre. 1970-ben csupán négy lakosa volt. A településből mára mindössze az 1925-27-ben emelt harangláb, a temetőben egy síremlék és egy a közelben található gémes-kút maradt meg. A torony harangja a kővágószőlősi temetőbe került, mint lélekharang. A harangtoronyban kialakított Mária-kápolna ma is látogatható.